# ببغاء برتقالي البطن
ببغاء برتقالي البطن (باللاتينية: Neophema chrysogaster) (بالإنجليزية: Orange-bellied parrot)‏ ، هو نوع ينتمي إلى بستاكوليداي (فصيلة: Psittaculidae) .